# 関東環状道路
関東環状道路 （かんとうかんじょうどうろ） とは、国土交通省などの掲げる東京から100 - 150キロメートル (km) 圏を結ぶ環状道路ネットワーク構想である。関東大環状連携軸とも呼ばれる。関東環状道路の名を冠する道路は作られず、北関東自動車道、上信越自動車道、中部横断自動車道など、複数の道路から構成される（一本の環状道路として整備されている東京外環自動車道や首都圏中央連絡自動車道などとは異なる）。

## 構成する道路
- E50 北関東自動車道
- E17 関越自動車道（藤岡JCT〜高崎JCT）
- E18 上信越自動車道（藤岡JCT〜佐久小諸JCT）
- E52 中部横断自動車道
- E20 中央自動車道（双葉JCT〜長坂JCT（仮称））
- E52 新東名高速道路（清水連絡路）